# Jacobaea adonidifolia
Jacobaea adonidifolia es una especie de planta fanerógama del género Jacobaea perteneciente a la familia Asteraceae. Es originaria de Francia.

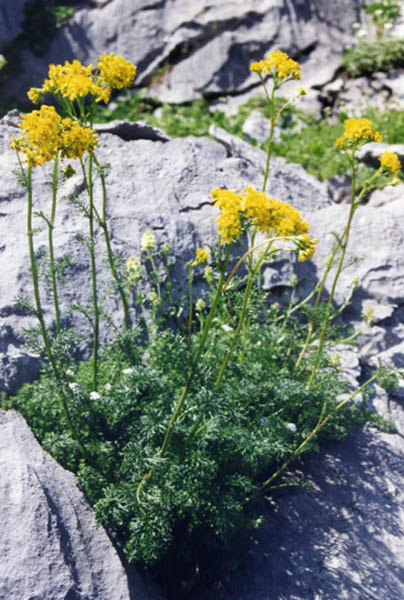
En su hábitat

## Descripción
Es una planta perenne rastrera con una cepa copetuda. El tallo alcanza un tamaño de 3-7 cm de altura, erecto, duro, suave. Las hojas glabras y bi o tri pinnadas con subdiviciones muy estrechas lineales, casi filiformes, las hojas inferiores pecioladas, las superiores sésiles. La inflorescencia en umbelas con involucro ovoide. Las flores amarillas.

## Distribución y hábitat
Se encuentra en las rocas, arenas y tierra de sílice; en toda la Meseta Central, el centro de Francia hasta París, al oeste de Viena en el este, en Borgoña y el Jura, los Cevennes, los Pirineos; muy raro en Dauphiné. También en España.

## Taxonomía
Jacobaea adonidifolia fue descrita por (Loisel.) Pelser & Veldkamp y publicado en Compositae Newsletter 44: 2. 2006.
Etimología
Jacobaea: nombre genérico que podría provenir de dos fuentes posibles: (1) de  St. James (Jacob o Jacobo), uno de los 12 apóstoles; o (2) en referencia a la isla de Santiago (Cabo Verde).  El nombre científico aceptado actualmente ( Jacobaea ) fue propuesta por el botánico escocés Philip Miller (1691-1771) en la publicación ”The Gardeners dictionary, containing the methods of cultivating and improving the kitchen, fruit and flower garden, as also the physick garden, wilderness, conservatory and vineyard” (Cuarta edición, Londres) nel 1754.
adonidifolia: epíteto latíno  que significa "con las hojas de Adonis.
Sinonimia
- Adonigeron adonidifolius Fourr.
- Senecio adonidifolius Loisel.
- Senecio artemisiifolius Pers.[6][7]